# 関西観光本部
一般財団法人 関西観光本部（いっぱんざいだんほうじん かんさいかんこうほんぶ、英: KANSAI Tourism Bureau）は、関西広域連合等が参画する観光振興団体である。関西地区唯一の観光庁登録DMO。

## 概要・業務内容
近畿地方を対象とした唯一の広域連携DMOであり、マーケティングやターゲティング、情報受信及び情報発信、基盤・体制整備により、訪日外国人旅行などの観光振興を行う。また、関西元気文化圏推進協議会の事務局機能を担い、関西文化の日及び関西元気文化圏賞の運営を通じた文化振興なども行っている。世界観光機関加盟団体。

## 沿革
- 2016年3月24日 - 関西国際観光推進本部発足[4]
- 2017年4月1日 - 一般財団法人大阪湾ベイエリア開発推進機構と関西国際観光推進本部を統合し[4]、一般財団法人関西観光本部設立[1]
- 2017年11月 - 観光庁より日本版DMO（広域連携DMO）として正式登録社団法人認可を受ける[2]

## 構成団体
構成団体は次の通り。
- 滋賀県
- 京都府
- 大阪府
- 兵庫県
- 奈良県
- 和歌山県
- 鳥取県
- 徳島県
- 京都市
- 大阪市
- 堺市
- 神戸市
- 福井県
- 三重県
- 関西経済連合会
- 関西経済同友会
- 京都経済同友会
- 神戸経済同友会
- 京都商工会議所
- 大阪商工会議所
- 神戸商工会議所
- 堺商工会議所
- 京都府商工会議所連合会
- 大阪府商工会議所連合会
- 兵庫県商工会議所連合会
- 滋賀県商工会議所連合会
- 奈良県商工会議所連合会
- 和歌山県商工会議所連合会
- 鳥取県商工会議所連合会
- 徳島県商工会議所連合会
- 福井県商工会議所連合会
- 三重県商工会議所連合会
- 日本旅行業協会関西支部
- 日本観光振興協会関西支部
- 関西エアポート株式会社
- びわこビジターズビューロー
- 京都府観光連盟
- 大阪観光局
- ひょうご観光本部
- 奈良県ビジターズビューロー
- 和歌山県観光連盟
- 鳥取県観光連盟
- 徳島県観光協会
- 福井県観光連盟
- 三重県観光連盟
- 京都市観光協会
- 京都文化交流コンベンションビューロー
- 堺観光コンベンション協会
- 神戸観光局
- 歴史街道推進協議会
- 公益財団法人関西・大阪21世紀協会